# Xã Van Horn, Quận Carroll, Missouri
Xã Van Horn (tiếng Anh: Van Horn Township) là một xã thuộc quận Carroll, tiểu bang Missouri, Hoa Kỳ. Năm 2010, dân số của xã này là 458 người.